# 斯外杰县
斯外杰县是柬埔寨班迭棉吉省下辖的一个县。柬埔寨华人称其为遂杰县。
据1998年人口普查，此县共有55,596人。